# Violticka
Violticka (Trichaptum abietinum) är en svampart som först beskrevs av Dicks., och fick sitt nu gällande namn av Leif Ryvarden 1972. Violticka ingår i släktet Trichaptum och familjen Polyporaceae. Arten är reproducerande i Sverige. Inga underarter finns listade i Catalogue of Life.

## Källor

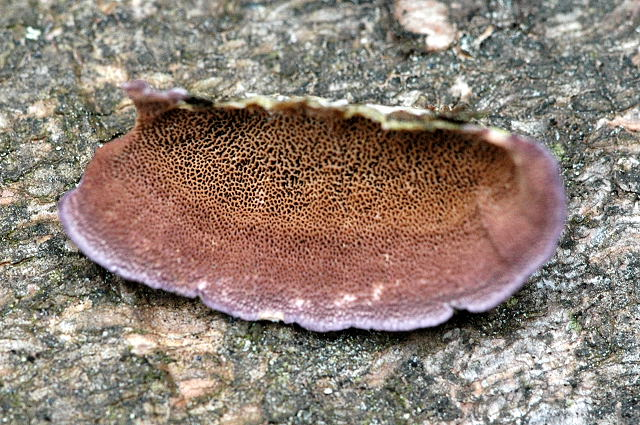